# 鄂木斯克地鐵
鄂木斯克地鐵（羅馬化：Omsky metropoliten）是一条已取消的快速运输线。自1992年至2018年，鄂木斯克经历了不同的建设阶段。这是继1980年代中期新西伯利亚地铁之后，西伯利亚建设的第二条大都市地下铁路系统。鄂木斯克地铁第一段计划耗资147.5亿卢布，长度为14.72公里，包括11个地铁站。最初的通车日期从2008年推迟到2010年，而后又继续推迟到2015年和2016年。截至2020年，该地铁系统只开放了建设中的一个车站，作为人行地下通道。鄂木斯克州政府于2018年5月取消了建设。

## 歷史
由於鄂木斯克沿額爾齊斯河的長度和相對狹窄的街道，莫斯科的中央規劃者在 1960 年代首次將鄂木斯克確定為符合地鐵條件的城市。但在計劃獲得批准並獲得資金後，規劃者決定改為建造快速電車，而分配給鄂木斯克的資金則交給了車里雅賓斯克。 1979 年，一個 Gosplan 委員會拒絕了一項建設快速有軌電車系統的計劃，因為預計它無法處理預計的客流，而不會讓乘客感到嚴重不適。 1986 年，重新審視地鐵計劃並開始融資，同時拆除住宅樓為軌道和院子讓路。
1992 年開始在 Tupolevskaya（俄语：Туполевская）站和 Rabochaya（俄语：Рабочая ~ Workers' Station）之間建設。最初的計劃包括在額爾齊斯河右岸開通 Marshala Zhukova 站和 Rabochaya 站之間的路段，將市中心與製造區連接起來，然後再將線路連接到額爾齊斯河對岸。由於財務狀況不佳，到 2003 年，圖波列夫斯卡亞和拉博查亞之間的路段剛剛完工（沒有中間站）。當時計劃發生了變化，當局決定用地鐵橋連接 Irtsh 的兩岸，在右岸的一個車站和左岸的三個車站之間連接。地鐵（下層）和機動車（上層）聯合橋於2005年建成通車。
目前的建設階段涉及四個車站：
- Biblioteka Imeni Pushkina（– 普希金圖書館）
- Zarechnaya（ – 過河）
- 克里斯托 (Кристалл)
- Sobornaya（ - 大教堂站）

本節長度為 6.1（3.8 英里）。平均速度預計為 36 公里/小時，整個路線的行駛時間預計為 10 分 12 秒。預計日客流量為 190,000 人次，年客流量為 6900 萬人次。
自 2014 年以來，該系統的建設一直停滯不前，但俄羅斯公司 Sibmost 獲得了一份 8460 萬盧布的合同，以完成從 Biblioteka Pushkina 到 Prospekt Rokossovskogo 的 7.5-（4.7-英里）輕型地鐵線路的詳細設計研究，有五個站。 2015 年 9 月 9 日，鑑於維護和維護地鐵核心結構特徵的高成本，宣布將繼續建設。

## 車站列表
所有的車站都將會很淺。
- Biblioteka Imeni Pushkina 被計劃為 Krasny Put' (- Red Way)。
- Kristall 被規劃為 Bulvar Arkhitektorov（——建築師大道）
- Sobornaya 被規劃為 Avtovokzal（——巴士總站）。